# 韓進グループ

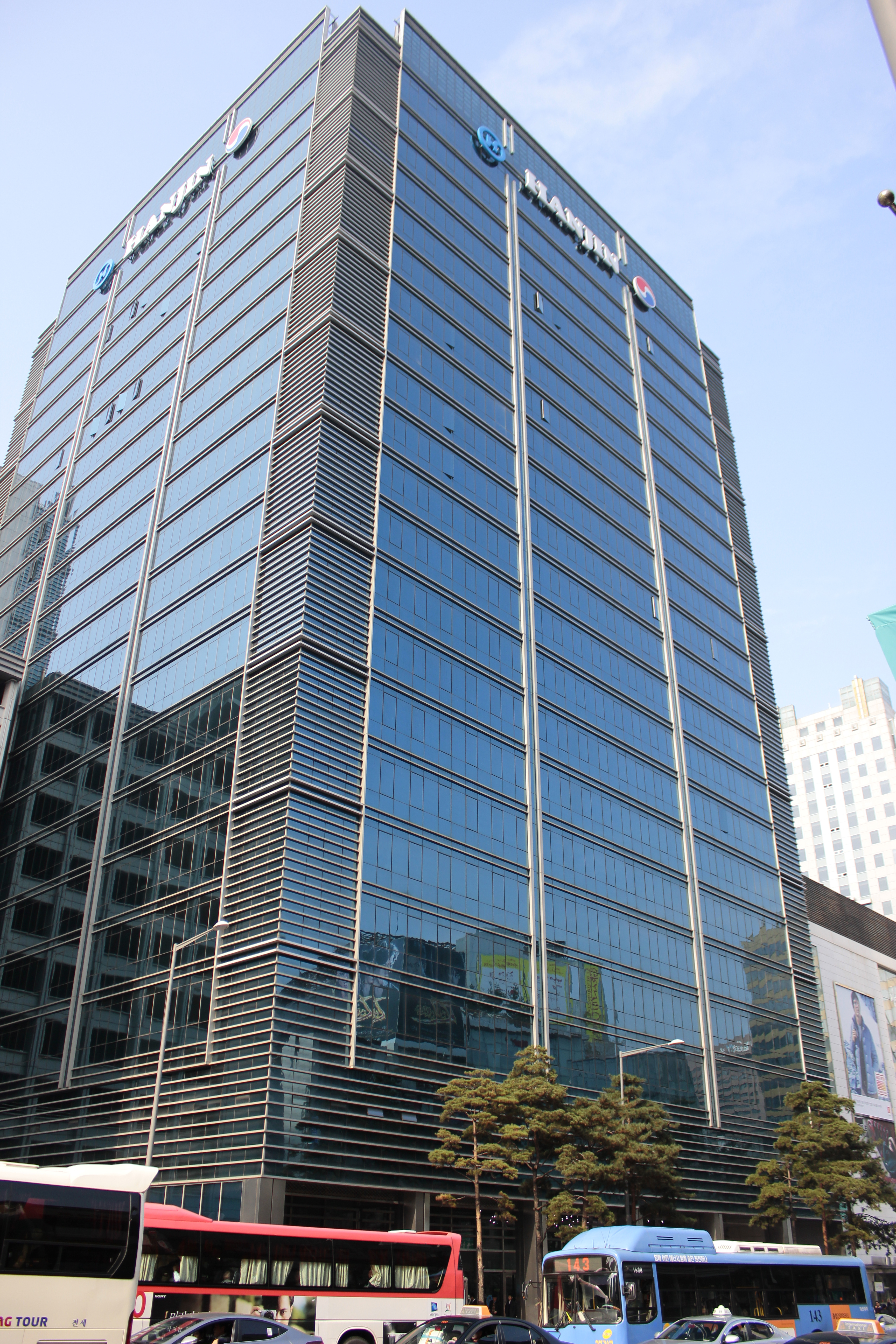
韓進グループの本社

韓進グループ（ハンジングループ、韓: 한진그룹、英: Hanjin Group）は、大韓民国の企業グループ（財閥）。持株会社の下に航空会社の大韓航空、陸運会社の韓進交通などの会社を擁し、物流を中心に事業を展開している。造船などを手がける韓進重工業も元は同一グループであったが、独占規制公正取引法の影響で2005年に別グループとして独立している。
海運会社の韓進海運（ハンジン・シッピング）もグループ内の主力企業で、ドイツのブレーメンに本社を置く海運会社セネター・ラインズ（Senator Lines）の株式の半数以上を所有して傘下に収めており、韓進海運のコンテナ船部門とあわせたハンジン・セネター（Hanjin-Senator）は世界第8位の海上コンテナ運送会社となっていた。世界有数の海運会社であった韓進海運は2016年に経営破綻し、2017年に破産宣告を受けて清算された。
創業者である趙重勲の長男、趙亮鎬（チョ・ヤンホ、조양호）が会長・グループ代表を務めてきたが、2019年4月7日に急逝した。後継者として、長男の趙源泰（チョ・ウォンテ）が会長・グループ代表に就任したものの、経営権を巡って姉の趙顕娥(チョ・ヒョナ)と対立している。

## 歴史

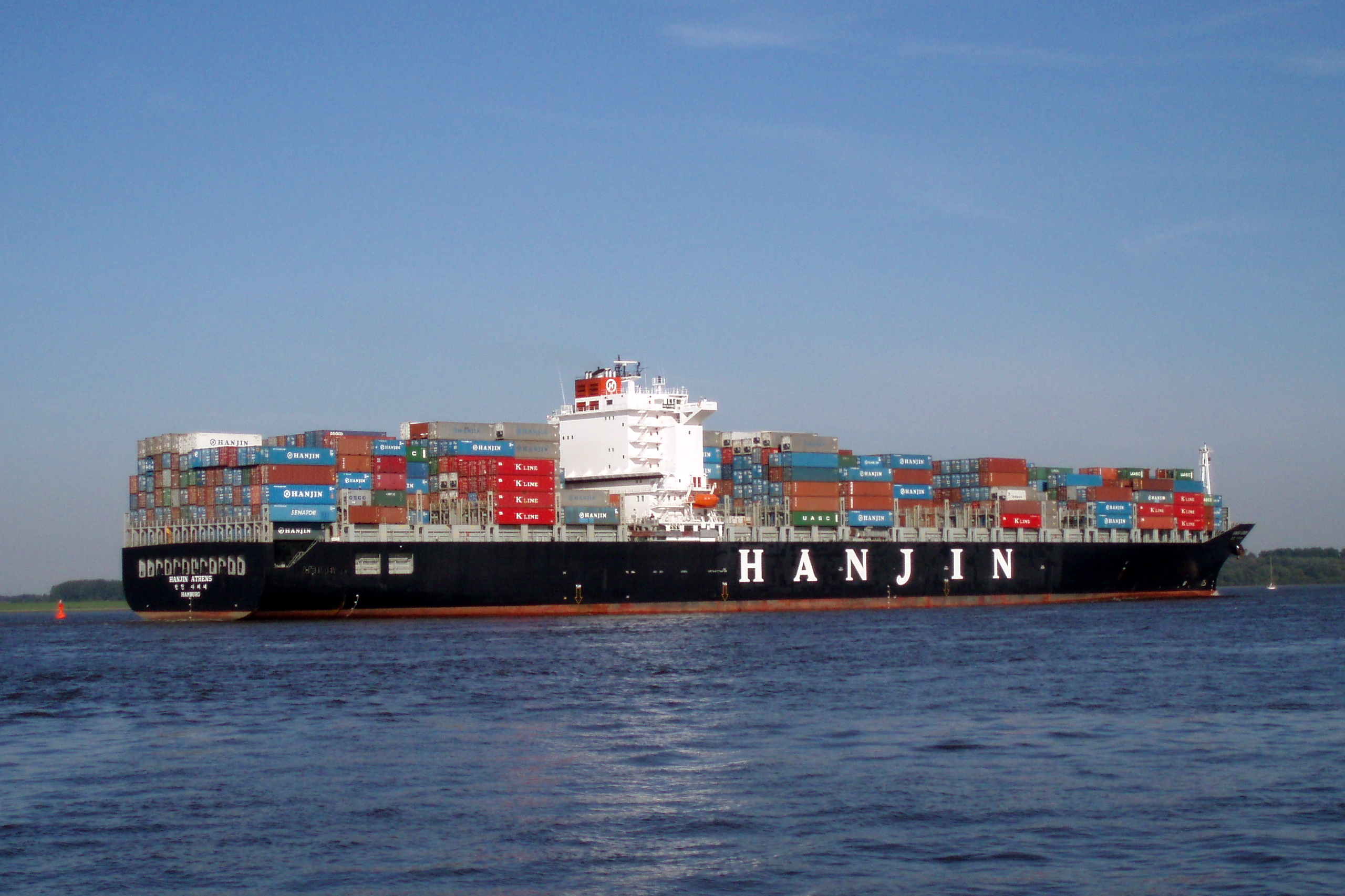
韓進海運のコンテナ船、ハンジン・アセンズ（Hanjin Athens）

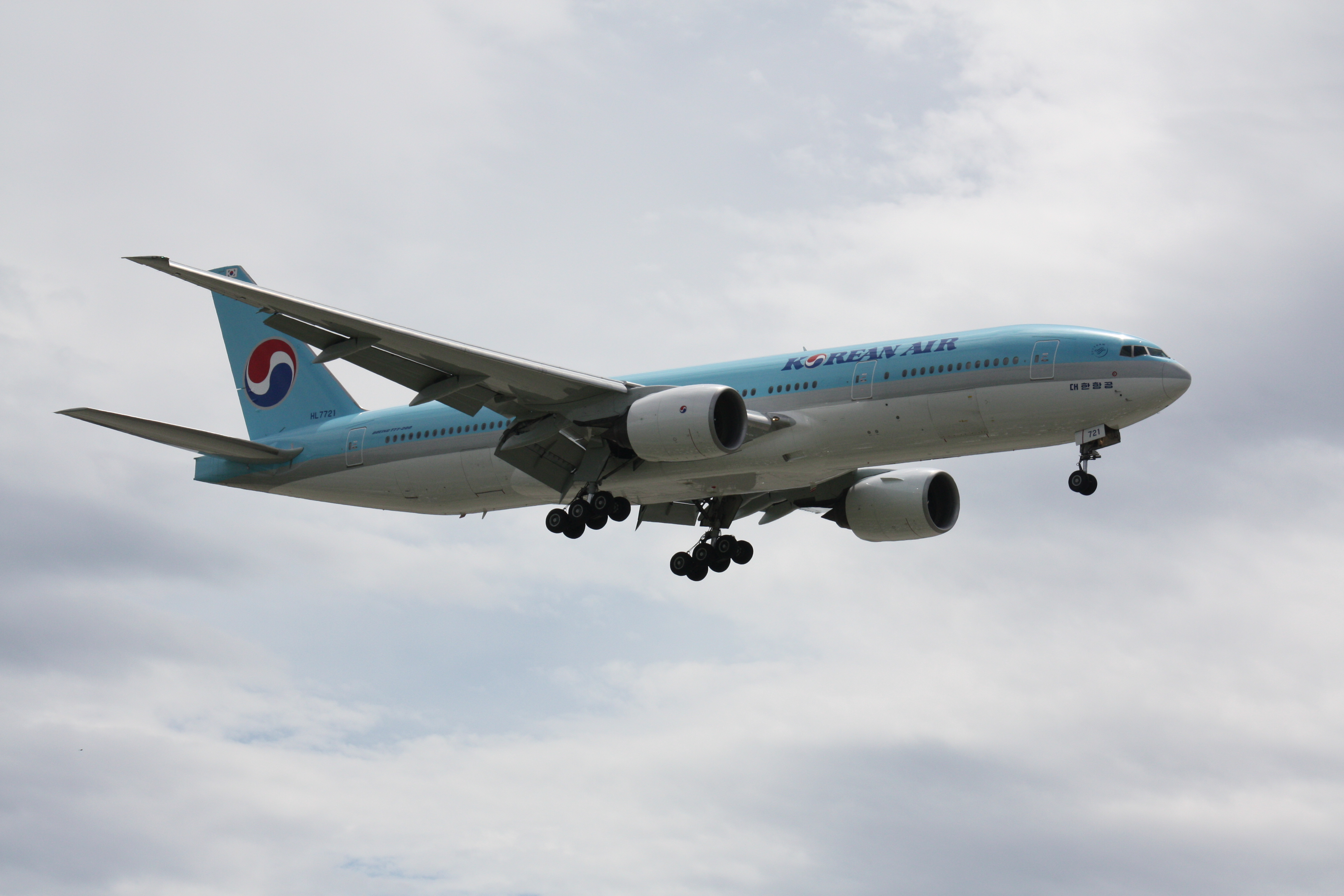
バンクーバー国際空港に着陸する大韓航空のボーイング777型機

韓進グループの歴史は第二次世界大戦後の1945年11月1日、趙重勲（チョ・ジュンフン、1920年3月30日生 - 2002年11月17日没）が仁川で韓進商事を設立した当時に遡る。趙重勲は仁川の商家で生まれ、慶尚南道鎮海の海員養成所を卒業後、日本で二等航海士として働き、1942年に京城府でトラック修理工場を始めたが、戦時体制でこうした工場も軍需体制に組み込まれることになり、趙重勲は補償金をもらって会社を整理した。その補償金を元手に、戦争後にトラック1台で作った会社が韓進商事である。
当初はトラック運送業から始め、5年でトラック30台と貨物船10隻を抱える運送会社に育ったが、朝鮮戦争で車両は徴用されて従業員も離散し、1953年にようやく仁川で事業を再開した。1956年11月に在韓米軍の第8軍から7万ドルの軍需物資輸送業務を請け負ったことを皮切りに米軍との関係を強め、急激に成長を開始し、1960年には米軍と220万ドルの契約を結び500台のトラックを運行させる大企業になった。1960年に李承晩政権が四月革命で倒れ新政権が発足し、大韓国民航空社（KNA）が独占していた国内航空事業に新規業者の参入を認める方針に転じると、趙重勲は「韓国航空」（Air Korea）を設立してエアタクシー（貸切運航）事業に参入し、翌1961年春から国内定期便を開設してKNAとの間で激しい競争を繰り広げた。KNAも韓国航空も過当競争で共倒れになり、韓国航空はわずか数か月で運休し、最終的に事業を畳んだ（もとから経営難だったKNAも1962年暮れに事業を停止し、国営航空会社・大韓航空公社（KAL）が国内線を引き継ぐことになる）。そのかたわら、1961年8月に在韓米軍の通勤バス20台を購入し、ソウル・仁川間で韓国初の「座席バス」事業を開始した。これが韓進高速の始まりである。
1966年3月にはアメリカ国防総省との間で、ベトナムで戦うアメリカ軍の陸・海・空・海兵隊すべてに対して物資輸送を請け負う契約を結んだ。戦地であるベトナム国内での危険な輸送で韓進は急成長を遂げた。1971年までの5年間で稼いだ外貨は合計1億3000万ドルに達した。
1969年、韓進は朴正煕大統領からの打診で不振に陥っていた国営航空会社・大韓航空公社の民営化を承諾し、これを大韓航空として傘下に収めた。同じく1969年の11月、韓進はアメリカの海運会社シーランド社（Sea-Land Service）と、シーランドのコンテナ船のためのコンテナターミナルを運営する契約を交わし、それから1年もたたない1970年9月、釜山港にコンテナ埠頭を開業させてコンテナ荷役業務に参入した。1977年には韓進海運を設立して自ら海運業にも参入した。
1970年代後半には中東に進出し、クウェートとの間にシュワイク港運営に関する契約を交わし（1977年9月）、次いでサウジアラビアとの間でダンマン港（1979年3月）、ジッダ港（1980年5月）に関する契約を交わした。1988年には韓国のフラッグキャリアだった大韓海運公社を前身に持つ大韓商船を韓進海運に合併した。1989年には釜山の影島区にあった国営の韓国造船公社（その前身は1937年に建設された朝鮮重工業）を買収して韓進重工業とした。その他、1968年に仁荷大学校を、1979年に国立韓国航空大学校を買収し、仁荷大には工学や物流などの学部を設けている。
1990年5月、韓進は大手物流企業・韓国便輸送（Korea Freight Transport Company）を買収してトラック輸送と倉庫業での業容を拡大した。1992年6月にはハンジン・エクスプレスを設立して宅配便の扱いも開始している。21世紀に入り、韓進グループは大韓航空を世界各国に就航させるほか、アジアやアメリカなど各地の港湾を運営していた。物流と航空にグループの資源を集中するため、2006年4月8日、高速バス事業を行っていた韓進高速を、競合企業である東洋高速に売却している。
2010年代に入り韓進グループ創業家一族が、社会的に優越的な地位を利用した目下の者や社会に対する横暴、いわゆる「甲乙問題」や「甲の横暴」と呼ばれるカプチル（甲質）問題をたびたび引き起こし、韓国社会で大きな問題となった。2014年にはグループ代表の趙亮鎬（チョ・ヤンホ）の長女の趙顕娥（チョ・ヒョナ）が大韓航空ナッツ・リターン事件を、2018年には次女の趙顕ミン（チョ・ヒョンミン）が会議中に激怒し水をかけ罵声を浴びせるというパワーハラスメント事件を、母親であり会長夫人の李明姫が工事現場の作業員に暴行働くなどの事件を、さらには創業家の女性達が関税逃れのための密輸疑惑事件なども引き起こしたため、韓国社会で韓進グループに対する信頼性が大きく失墜することになった。
韓進海運は2008年の世界金融危機以後、資産の切り売りで流動性危機が深刻になった。2010年代前半には巨額の営業損失を出し続けたため、韓進グループが巨額の資金を支援したが、海運業不況の長期化、好況期に設定した高い傭船料、増加する船舶金融費用などで危機が深刻化し、2016年にはついに破綻した。グループの中核企業で、世界有数の海運企業でもあった韓進海運は事業を清算して消滅した。

## 主なグループ企業
現在の韓進グループは、大きく分けて航空部門、海運部門、陸運部門、観光・ホテル・不動産部門、IT・情報部門、非営利部門の6つの部門から構成されている。このうち、大韓航空など以下の4つの企業は韓国取引所（KRX）に上場しており、グループの中核企業となっている。
- 大韓航空　Korean Air Lines Co.,Ltd (KRX : 003490) - 航空部門
- 韓進交通　Hanjin Transportation Co.,Ltd (KRX : 005430) - 陸運部門
- 韓国空港　Korea Airport Service Co.,Ltd (KRX : 005430) - 航空部門

かつての中核企業
- 韓進海運　Hanjin Shipping Co.,Ltd - 海運部門

### その他のグループ企業・団体

#### 航空部門
- ジンエアー　Jin Air Co.,Ltd
- エア・コリア - 2006年に設立され、2008年にジンエアーに統合された格安航空会社「エア・コリア」とは別の企業。空港におけるハンドリングなどの地上業務や、大韓航空のラウンジ運営などを手がける。

#### 陸運部門
- 韓進ドリーム・エクスプレス Hanjin Dream Express

#### 観光・ホテル・不動産部門
- 韓進観光サービス Hanjin Travel Service Co.,Ltd
- KALホテルネットワーク（旧大韓航空ホテル） KAL Hotel Network Co.,Ltd
  - 2020年代に入り新型コロナウイルス感染症拡大の中で経営状態が悪化、非主力事業であるホテルの売却が進行中[10]。一方で、ホテル事業はグループの経営権で対立している姉の趙顕娥が担当していた事業であり、一部には趙顕娥の「痕跡」を一掃するためとの見方もある。
- 航空総合サービス Air Total Service Co.,Ltd
- ジュンソク・エンタープライズ JungSeok Enterprise Co.,Ltd
- ホメオ・セラフィー Homeo Theraphy

#### 情報・IT部門
- 韓進情報システム&テレコミュニケーション Hanjin Information Systems & Telecomunication Co.,Ltd
- サイバー・ロジテック Cyber Logitec Co.,Ltd
- サイバー・スカイ CyberSky Co.,Ltd
- トラクソン・コリア TRAXON Korea - 旧グローバル・ロジスティクス・システム・コリア社 （Global Logistics System Korea Co.,Ltd）。
- トパス TOPAS
- ユニコンバース Uniconverse Co.,Ltd

#### 非営利部門
- 学校法人 仁荷学園
  - 仁荷大学校　Inha University
    - 仁荷大学病院　Inha University Hospital
- 学校法人 静石学園
  - 韓国航空大学校　Korea Aerospace University
- 一宇財団 Il Woo Foundation - 文化・芸術・福祉事業